# Johann Friedrich von Zepelin
Johann Friedrich von Zepelin (* 2. September 1695 in Hostrup bei Flensburg; † 28. September 1777) war ein Generalleutnant im Kurfürstentum Braunschweig-Lüneburg.

## Leben

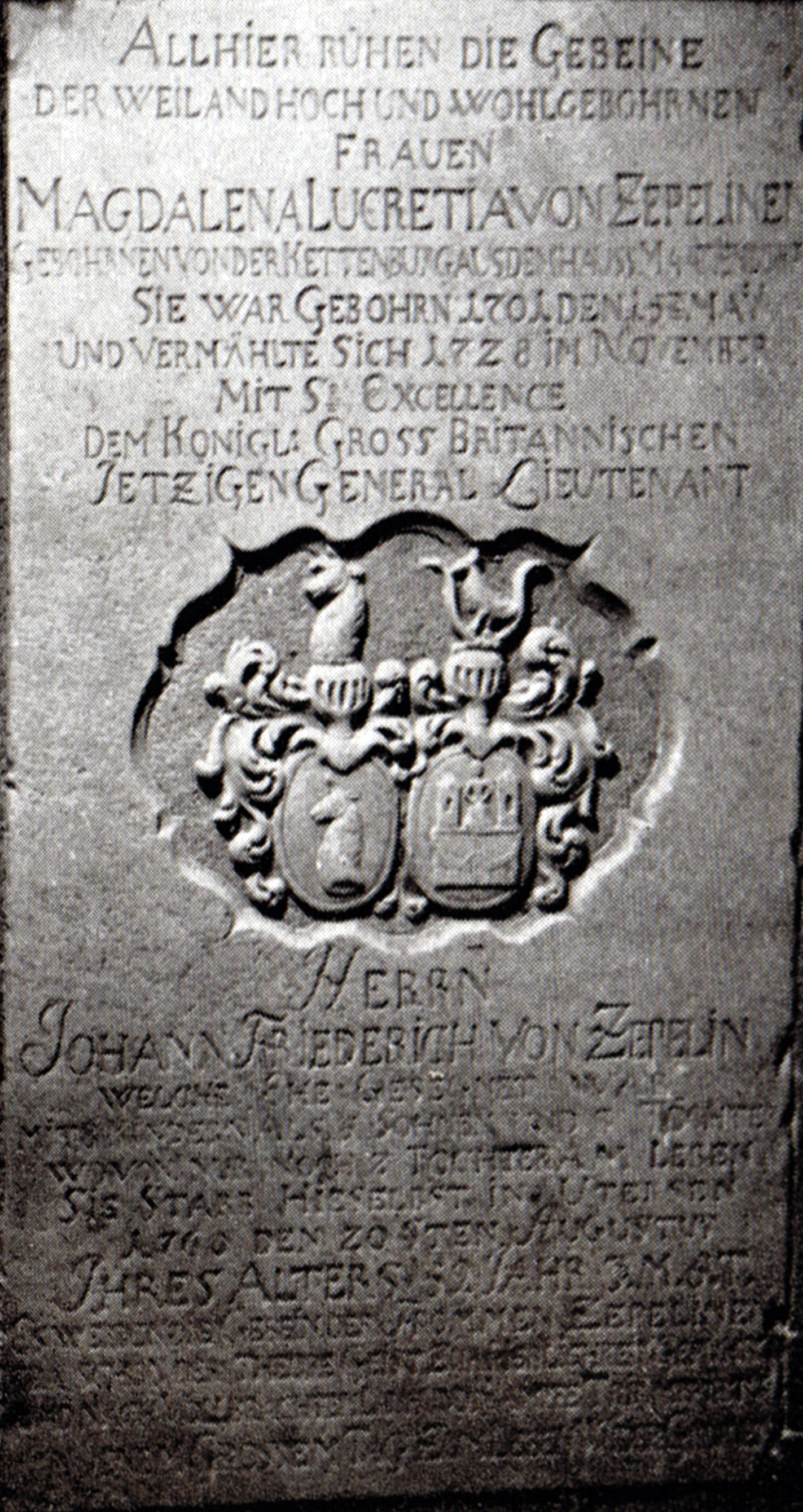
Grabstein Magdalena Lucretia von Zepelin (1701–1760)

Zepelin wurde als zweiter Sohn des königlich dänischen Majors (als Oberstleutnant in der Zweiten Schlacht bei Höchstädt am 13. August 1704 gefallenen) Melchior Dietrich von Zepelin (* 1649; † 13. August 1704) und der Maria Elisabeth von Oeynhausen (* 1659; † nach 1716) geboren. Er wurde am 5. September 1695 in Hostrup getauft und am 28. Februar 1710 trat er, obwohl von Geburt Mecklenburger, in den kurhannoverischen Militärdienst ein. Er ging mit Kurfürst Georg bei dessen Thronbesteigung nach England, wo er sich zunächst in den Kämpfen des Königs gegen die Stuart’sche Partei vielfach auszeichnete. Im November 1728 heiratete Zepelin Magdalena Lucretia von der Kettenburg aus dem Hause Matgendorf (*15. Mai 1701; † 20. August 1760 in Uetersen). Aus dieser Ehe gingen fünf Söhne und drei Töchter hervor. 1729 wurde er zum Rittmeister und 1737 zum Major im Leibregiment „Garde du Corps“ befördert. Während des Siebenjährigen Krieges nahm er als Oberst und Kommandeur des Reuterregiments „von Zepelin“ und als Generalmajor und Kommandeur der Garde du corps an den Feldzügen des Herzogs Ferdinand von Braunschweig-Wolfenbüttel in Westdeutschland teil. 1759 ging er als Generalleutnant in Pension und nahm seinen Ruhesitz zunächst in Uetersen, wo seine Schwester Agnes Dorothea (*18. Juli 1686(5) in Breckendorf; † Juli 1760 in Uetersen) als Stiftsdame im Kloster Uetersen lebte. Hier verstarb auch im selben Jahr seine Ehefrau, die mit einer großen Zeremonie am 28. August 1760 hinter dem Altar in der Klosterkirche Uetersen beigesetzt wurde. Zepelin verließ einige Jahre später den Ort und starb 1777.

## Nachkommen
Mit seiner Frau Magdalena Lucretia von der Kettenburg hatte er folgende Kinder:
- Sophie Friederike (* 1731; † 30. November 1790) ⚭ Carl August von Maydell († 1802); hannöverscher Generalleutnant[2]
- Friedrich Ulrich (1733-jung)
- Franz Heinrich (1736-jung)
- Melusina Dorothea (getauft 21. Oktober 1737; † 2. Januar 1796) ⚭ Cuno Hans von der Kettenburg auf Matgendorf (* 25. August 1735; † 8. Juni 1808)